# 육수신
6수신(六受身)은 대상을 받아들여 고(苦: 괴로움) · 낙(樂: 즐거움) · 불고불락(不苦不樂: 괴롭지도 즐겁지도 않음)으로 판별하는 감수(感受) 또는 지각(知覺)의 마음작용인 수(受: 느낌) 또는 수온(受蘊)을 그것의 발동근거인 6근(六根)에 따라 6종으로 나눈 것이다.
6수신(六受身)에서 신(身)은 집합 또는 복수를 나타내는 복수형 접미사로, 6수신은 6수(六受)와 같은 말이다.
경전과 논서에 따라 6수신의 각각을 지칭하는 명칭이 약간 다른데 《잡아함경》 제13권 제304경 〈육륙경(六六經)〉에서는 안촉생수(眼觸生受) · 이촉생수(耳觸生受) · 비촉생수(鼻觸生受) · 설촉생수(舌觸生受) · 신촉생수(身觸生受) · 의촉생수(意觸生受)라고 하고 있다.
《구사론》 제1권에서는 안촉소생수(眼觸所生受) · 이촉소생수(耳觸所生受) · 비촉소생수(鼻觸所生受) · 설촉소생수(舌觸所生受) · 신촉소생수(身觸所生受) · 의촉소생수(意觸所生受)라고 하고 있다.
현대의 불교사전 등에서는 안촉수(眼觸受) · 이촉수(耳觸受) · 비촉수(鼻觸受) · 설촉수(舌觸受) · 신촉수(身觸受) · 의촉수(意觸受)라고 하고 있다.

## 출전
초기불교 경전인 《잡아함경》 제16권 제452경 〈촉경(觸經) ①〉에서 고타마 붓다는 갖가지 경계[界] 즉 18계(十八界)로부터 6촉신(六觸身)이 생겨나고, 6촉신으로부터 6수신(六受身)이 생겨나고, 6수신으로부터 6애신(六愛身)이 생겨나는 연기관계를 설하고 있다.
 如是我聞。　一時。佛住舍衛國祇樹給孤獨園。　爾時。世尊告諸比丘。緣種種界生種種觸。緣種種觸生種種受。緣種種受生種種愛。云何種種界。謂十八界。眼界．色界．眼識界。乃至意界．法界．意識界。是名種種界。　云何緣種種界生種種觸。乃至云何緣種種受生種種愛。謂緣眼界生眼觸。緣眼觸生眼觸生受。緣眼觸生受生眼觸生愛。耳．鼻．舌．身．意界緣生意觸。緣意觸生意觸生受。緣意觸生受生意觸生愛。　諸比丘。非緣種種愛生種種受。非緣種種受生種種觸。非緣種種觸生種種界。要緣種種界生種種觸。緣種種觸生種種受。緣種種受生種種愛。是名比丘緣種種界生種種觸。緣種種觸生種種受。緣種種受生種種愛。　佛說此經已。諸比丘聞佛所說。歡喜奉行。

 
이와 같이 나는 들었다.

어느 때 부처님께서 사위국 기수급고독원에 계셨다.

이 때 세존께서 모든 비구들에게 말씀하셨다.

갖가지 경계[界]를 인연하여 갖가지 접촉[觸]이 생기고, 갖가지 접촉[觸]을 인연하여 갖가지 느낌[受]이 생기며, 갖가지 느낌[受]을 인연하여 갖가지 애욕[愛]이 생기느니라. 어떤 것을 갖가지 경계[界]라고 하는가? 이른바 18계(十八界)로서 안계(眼界) · 색계(色界) · 안식계(眼識界) ……(내지)…… 의계(意界) · 법계(法界) · 의식계(意識界)이니, 이를 갖가지 경계[界]라고 하느니라.

어떤 것을 갖가지 경계[界]를 인연하여 갖가지 접촉[觸]이 생기며 ……(내지)……어떤 것을 갖가지 느낌[受]을 인연하여 갖가지 애욕[愛]이 생기는 것이라고 하는가?

이른바 안계(眼界)를 인연하여 안촉(眼觸)이 생기고, 안촉(眼觸)을 인연하여 안촉이 일으키는 느낌[眼觸生受]이 생기며, 안촉이 일으킨 느낌[眼觸生受]을 인연하여 안촉이 일으키는 애욕[眼觸生愛]이 생긴다. 이계(耳界) · 비계(鼻界) · 설계(舌界) · 신계(身界)도 마찬가지이며, 의계(意界)를 인연하여 의촉(意觸)이 생기고, 의촉(意觸)을 인연하여 의촉이 일으키는 느낌[意觸生受]이 생기며, 의촉이 일으킨 느낌[意觸生受]을 인연하여 의촉이 일으키는 애욕[意觸生愛]이 생기느니라.

비구들아, 갖가지 애욕[愛]을 인연하여 갖가지 느낌[受]이 생기는 것이 아니요, 갖가지 느낌[受]을 인연하여 갖가지 접촉[觸]이 생기는 것도 아니며, 갖가지 접촉[觸]을 인연하여 갖가지 경계[界]가 생기는 것도 아니니라. 반드시 갖가지 경계[界]를 인연해야 갖가지 접촉[觸]이 생기고, 갖가지 접촉[觸]을 인연해야 갖가지 느낌[受]이 생기며, 갖가지 느낌[受]을 인연해야 갖가지 애욕[愛]이 생기는 것이다.

이것을 비구들아, 갖가지 경계[界]를 인연하여 갖가지 접촉[觸]이 생기고, 갖가지 접촉[觸]을 인연하여 갖가지 느낌[受]이 생기며, 갖가지 느낌[受]을 인연하여 갖가지 애욕[愛]이 생기는 것이라고 하느니라.

부처님께서 이 경을 말씀하시자, 모든 비구들은 부처님의 말씀을 듣고 기뻐하며 받들어 행하였다.
 — 《잡아함경》 제16권 제452경 〈촉경(觸經) ①〉. 한문본 & 한글본

## 6수신

### 안촉생수
안촉생수(眼觸生受) · 안촉소생수(眼觸所生受) 또는 안촉수(眼觸受)는 안촉으로 생기는 느낌 또는 안촉에 의해 생겨난 수로 번역된다.
안근과 색경과 안식의 화합인 안촉(眼觸)과 동시에 생겨나는 수(느낌), 즉 시각적 지각(느낌), 즉 시각적 고 · 낙 · 불고불락의 영납 · 지각 · 느낌 · 지각작용 · 감수작용을 말한다.
부파불교의 설일체유부의 논서 《아비달마품류족론》 제3권에 따르면,
안촉소생수(眼觸所生受)는 안근[眼]과 색경[色]을 연(緣: 원인 또는 간접적 원인)으로 하여 안식(眼識)이 생겨날 때, 안근 · 색경 · 안식의 3화합(三和合)으로 인해 촉[三和合故觸]이 생겨남과 동시에 또한 이 촉(觸)이 연(緣: 원인 또는 간접적 원인)이 되어서 생겨나는 수(受)이다.
이 때 안근이 안촉소생수의 증상(增上) 즉 소의(所依)가 되고 색경이 안촉소생수의 소연(所緣)이 된다. 안촉은 안촉소생수의 인(因: 직접적 원인)이 되고 집(集: 집기)이 되고 유(類: 등류)가 되고 생(生: 생겨나게 함, 생상)이 된다. 그리고 안촉소생수는 안촉소생작의(眼觸所生作意) 즉  안촉으로 인해 생겨난 작의(作意)와 상응한다.
안근에 의해 인식[識]되는 색경에 대한[於眼所識色] 모든 수(受: 영납과 느낌) · 등수(等受: 그 모두에 대한 영납과 느낌) · 각별등수(各別等受: 각각 따로따로에 대한 영납과 느낌) · 이수(已受: 과거의 영납과 느낌) · 수류(受類: 영납과 느낌의 등류)를 통칭하여 안촉소생수(眼觸所生受)라 이름한다.

### 이촉생수
이촉생수(耳觸生受) · 이촉소생수(耳觸所生受) 또는 이촉수(耳觸受)는 이촉으로 생기는 느낌 또는 이촉에 의해 생겨난 수로 번역된다.
이근과 성경과 이식의 화합인 이촉(耳觸)과 동시에 생겨나는 수(느낌), 즉 청각적 지각(느낌), 즉 청각적 고 · 낙 · 불고불락의 영납 · 지각 · 느낌 · 지각작용 · 감수작용을 말한다.
부파불교의 설일체유부의 논서 《아비달마품류족론》 제3권에 따르면,
이촉소생수(耳觸所生受)는 이근[耳]과 성경[聲]을 연(緣: 원인 또는 간접적 원인)으로 하여 이식(耳識)이 생겨날 때, 이근 · 성경 · 이식의 3화합(三和合)으로 인해 촉[三和合故觸]이 생겨남과 동시에 또한 이 촉(觸)이 연(緣: 원인 또는 간접적 원인)이 되어서 생겨나는 수(受)이다.
이 때 이근이 이촉소생수의 증상(增上) 즉 소의(所依)가 되고 성경이 이촉소생수의 소연(所緣)이 된다. 이촉은 이촉소생수의 인(因: 직접적 원인)이 되고 집(集: 집기)이 되고 유(類: 등류)가 되고 생(生: 생겨나게 함, 생상)이 된다. 그리고 이촉소생수는 이촉소생작의(耳觸所生作意) 즉  이촉으로 인해 생겨난 작의(作意)와 상응한다.
이근에 의해 인식[識]되는 성경에 대한[於耳所識聲] 모든 수(受: 영납과 느낌) · 등수(等受: 그 모두에 대한 영납과 느낌) · 각별등수(各別等受: 각각 따로따로에 대한 영납과 느낌) · 이수(已受: 과거의 영납과 느낌) · 수류(受類: 영납과 느낌의 등류)를 통칭하여 이촉소생수(耳觸所生受)라 이름한다.

### 비촉생수
비촉생수(鼻觸生受) · 비촉소생수(鼻觸所生受) 또는 비촉수(鼻觸受)는 비촉으로 생기는 느낌 또는 비촉에 의해 생겨난 수로 번역된다.
비근과 향경과 비식의 화합인 비촉(鼻觸)과 동시에 생겨나는 수(느낌), 즉 후각적 지각(느낌), 즉 후각적 고 · 낙 · 불고불락의 영납 · 지각 · 느낌 · 지각작용 · 감수작용을 말한다.
부파불교의 설일체유부의 논서 《아비달마품류족론》 제3권에 따르면,
비촉소생수(鼻觸所生受)는 비근[鼻]과 향경[香]을 연(緣: 원인 또는 간접적 원인)으로 하여 비식(鼻識)이 생겨날 때, 비근 · 향경 · 비식의 3화합(三和合)으로 인해 촉[三和合故觸]이 생겨남과 동시에 또한 이 촉(觸)이 연(緣: 원인 또는 간접적 원인)이 되어서 생겨나는 수(受)이다.
이 때 비근이 비촉소생수의 증상(增上) 즉 소의(所依)가 되고 향경이 비촉소생수의 소연(所緣)이 된다. 비촉은 비촉소생수의 인(因: 직접적 원인)이 되고 집(集: 집기)이 되고 유(類: 등류)가 되고 생(生: 생겨나게 함, 생상)이 된다. 그리고 비촉소생수는 비촉소생작의(鼻觸所生作意) 즉  비촉으로 인해 생겨난 작의(作意)와 상응한다.
비근에 의해 인식[識]되는 향경에 대한[於鼻所識香] 모든 수(受: 영납과 느낌) · 등수(等受: 그 모두에 대한 영납과 느낌) · 각별등수(各別等受: 각각 따로따로에 대한 영납과 느낌) · 이수(已受: 과거의 영납과 느낌) · 수류(受類: 영납과 느낌의 등류)를 통칭하여 비촉소생수(鼻觸所生受)라 이름한다.

### 설촉생수
설촉생수(舌觸生受) · 설촉소생수(舌觸所生受) 또는 설촉수(舌觸受)는 설촉으로 생기는 느낌 또는 설촉에 의해 생겨난 수로 번역된다.
설근과 미경과 설식의 화합인 설촉(舌觸)과 동시에 생겨나는 수(느낌), 즉 미각적 지각(느낌), 즉 미각적 고 · 낙 · 불고불락의 영납 · 지각 · 느낌 · 지각작용 · 감수작용을 말한다.
부파불교의 설일체유부의 논서 《아비달마품류족론》 제3권에 따르면,
설촉소생수(舌觸所生受)는 설근[舌]과 미경[味]을 연(緣: 원인 또는 간접적 원인)으로 하여 설식(舌識)이 생겨날 때, 설근 · 미경 · 설식의 3화합(三和合)으로 인해 촉[三和合故觸]이 생겨남과 동시에 또한 이 촉(觸)이 연(緣: 원인 또는 간접적 원인)이 되어서 생겨나는 수(受)이다.
이 때 설근이 설촉소생수의 증상(增上) 즉 소의(所依)가 되고 미경이 설촉소생수의 소연(所緣)이 된다. 설촉은 설촉소생수의 인(因: 직접적 원인)이 되고 집(集: 집기)이 되고 유(類: 등류)가 되고 생(生: 생겨나게 함, 생상)이 된다. 그리고 설촉소생수는 설촉소생작의(舌觸所生作意) 즉  설촉으로 인해 생겨난 작의(作意)와 상응한다.
설근에 의해 인식[識]되는 미경에 대한[於舌所識味] 모든 수(受: 영납과 느낌) · 등수(等受: 그 모두에 대한 영납과 느낌) · 각별등수(各別等受: 각각 따로따로에 대한 영납과 느낌) · 이수(已受: 과거의 영납과 느낌) · 수류(受類: 영납과 느낌의 등류)를 통칭하여 설촉소생수(舌觸所生受)라 이름한다.

### 신촉생수
신촉생수(身觸生受) · 신촉소생수(身觸所生受) 또는 신촉수(身觸受)는 신촉으로 생기는 느낌 또는 신촉에 의해 생겨난 수로 번역된다.
신근과 촉경과 신식의 화합인 신촉(身觸)과 동시에 생겨나는 수(느낌), 즉 촉각적 지각(느낌), 즉 촉각적 고 · 낙 · 불고불락의 영납 · 지각 · 느낌 · 지각작용 · 감수작용을 말한다.
부파불교의 설일체유부의 논서 《아비달마품류족론》 제3권에 따르면,
신촉소생수(身觸所生受)는 신근[身]과 촉경[觸]을 연(緣: 원인 또는 간접적 원인)으로 하여 신식(身識)이 생겨날 때, 신근 · 촉경 · 신식의 3화합(三和合)으로 인해 촉[三和合故觸]이 생겨남과 동시에 또한 이 촉(觸)이 연(緣: 원인 또는 간접적 원인)이 되어서 생겨나는 수(受)이다.
이 때 신근이 신촉소생수의 증상(增上) 즉 소의(所依)가 되고 촉경이 신촉소생수의 소연(所緣)이 된다. 신촉은 신촉소생수의 인(因: 직접적 원인)이 되고 집(集: 집기)이 되고 유(類: 등류)가 되고 생(生: 생겨나게 함, 생상)이 된다. 그리고 신촉소생수는 신촉소생작의(身觸所生作意) 즉  신촉으로 인해 생겨난 작의(作意)와 상응한다.
신근에 의해 인식[識]되는 촉경에 대한[於身所識觸] 모든 수(受: 영납과 느낌) · 등수(等受: 그 모두에 대한 영납과 느낌) · 각별등수(各別等受: 각각 따로따로에 대한 영납과 느낌) · 이수(已受: 과거의 영납과 느낌) · 수류(受類: 영납과 느낌의 등류)를 통칭하여 신촉소생수(身觸所生受)라 이름한다.

### 의촉생수
의촉생수(意觸生受) · 의촉소생수(意觸所生受) 또는 의촉수(意觸受)는 의촉으로 생기는 느낌 또는 의촉에 의해 생겨난 수로 번역된다.
의근과 법경과 의식의 화합인 의촉(意觸)과 동시에 생겨나는 수(느낌), 즉 정신적 지각(느낌), 즉 정신적 고 · 낙 · 불고불락의 영납 · 지각 · 느낌 · 지각작용 · 감수작용을 말한다.
부파불교의 설일체유부의 논서 《아비달마품류족론》 제3권에 따르면,
의촉소생수(意觸所生受)는 의근[意]과 법경[法]을 연(緣: 원인 또는 간접적 원인)으로 하여 의식(意識)이 생겨날 때, 의근 · 법경 · 의식의 3화합(三和合)으로 인해 촉[三和合故觸]이 생겨남과 동시에 또한 이 촉(觸)이 연(緣: 원인 또는 간접적 원인)이 되어서 생겨나는 수(受)이다.
이 때 의근이 의촉소생수의 증상(增上) 즉 소의(所依)가 되고 법경이 의촉소생수의 소연(所緣)이 된다. 의촉은 의촉소생수의 인(因: 직접적 원인)이 되고 집(集: 집기)이 되고 유(類: 등류)가 되고 생(生: 생겨나게 함, 생상)이 된다. 그리고 의촉소생수는 의촉소생작의(意觸所生作意) 즉  의촉으로 인해 생겨난 작의(作意)와 상응한다.
의근에 의해 인식[識]되는 법경에 대한[於意所識法] 모든 수(受: 영납과 느낌) · 등수(等受: 그 모두에 대한 영납과 느낌) · 각별등수(各別等受: 각각 따로따로에 대한 영납과 느낌) · 이수(已受: 과거의 영납과 느낌) · 수류(受類: 영납과 느낌의 등류)를 통칭하여 의촉소생수(意觸所生受)라 이름한다.

## 같이 보기
| - 육육법(六六法) - 6내입처(六內入處) - 6외입처(六外入處) - 6식신(六識身) - 6촉신(六觸身) - 6수신(六受身) - 6애신(六愛身) - 육육법(六六法) - 6식신(六識身) - 6촉신(六觸身) - 6수신(六受身) - 6상신(六想身) - 6사신(六思身) - 6애신(六愛身) - 3사화합(三事和合) - 촉(觸) - 6촉(六觸) 또는 6촉신(六觸身) - 유대촉(有對觸) - 증어촉(增語觸) - 명촉(明觸) - 무명촉(無明觸) - 비명비무명촉(非明非無明觸) - 수(受) 또는 수온(受蘊) - 3수(三受) - 5수(五受) - 6수(六受) 또는 6수신(六受身) - 상(想) 또는 상온(想蘊) - 3상(三想) - 6상(六想) 또는 6상신(六想身) - 사(思) 또는 행온(行蘊) - 6사(六思) 또는 6사신(六思身) - 애(愛) 또는 탐(貪) - 3계탐(三界貪) - 욕탐(欲貪) · 유탐(有貪) - 욕탐(欲貪) · 색탐(色貪) · 무색탐(無色貪) - 6애(六愛) 또는 6애신(六愛身) - 5주지번뇌(五住地煩惱) - 견일처주지(見一處住地) - 욕애주지(欲愛住地) - 색애주지(色愛住地) - 유애주지(有愛住地) - 무명주지(無明住地) - 전식득지(轉識得智) - 대원경지(大圓鏡智) - 평등성지(平等性智) - 묘관찰지(妙觀察智) - 성소작지(成所作智) | - 3도: 견도 · 수도 · 무학도 - 견도: 16심 · 고법지인 - 무학도: 34심 - 성문 수행계위: 4향4과 - 보살 수행계위: 52위 - 현관: 4제현관 · 6현관 - 유루 · 무루 - 번뇌 · 잡염 - 근본번뇌 · 수면 - 3근본번뇌 · 6수면 · 7수면 · 10수면 - 설일체유부의 98근본번뇌 - 견혹: 설일체유부의 88근본번뇌 - 수혹: 설일체유부의 10근본번뇌 - 대승불교 일반의 5주지번뇌와 번뇌장 · 소지장 - 유식유가행파의 번뇌장 · 소지장 - 유식유가행파의 128근본번뇌 - 견혹: 유식유가행파의 112근본번뇌 - 수혹: 유식유가행파의 16근본번뇌 - 수번뇌 - 8전 · 10전 · 6번뇌구 - 유부무기와 불선 - 유부무기 - 욕계의 번뇌의 일부 · 색계의 번뇌 · 무색계의 번뇌 - 4근본번뇌 (말나식의 4번뇌: 아치 · 아견 · 아만 · 아애) - 불선 · 악 - 욕계의 번뇌의 대다수 - 불선근 - 5악 · 10악 - 108번뇌 - 9결 - 5개 |

## 참고 문헌
- 곽철환 (2003). 《시공 불교사전》. 시공사 / 네이버 지식백과. |title=에 외부 링크가 있음 (도움말)
- 구나발타라(求那跋陀羅) 한역 (K.650, T.99). 《잡아함경》. 한글대장경 검색시스템 - 전자불전연구소 / 동국역경원. K.650(18-707), T.99(2-1). |title=에 외부 링크가 있음 (도움말)
- 세우 지음, 현장 한역, 송성수 번역 (K.949, T.1542). 《아비달마품류족론》. 한글대장경 검색시스템 - 전자불전연구소 / 동국역경원. K.949(25-149), T.1542(26-692). |title=에 외부 링크가 있음 (도움말)
- 세친 지음, 현장 한역, 권오민 번역 (K.955, T.1558). 《아비달마구사론》. 한글대장경 검색시스템 - 전자불전연구소 / 동국역경원. K.955(27-453), T.1558(29-1). |title=에 외부 링크가 있음 (도움말)
- 운허.  동국역경원 편집, 편집. 《불교 사전》. |title=에 외부 링크가 있음 (도움말)
- (중국어) 구나발타라(求那跋陀羅) 한역 (T.99). 《잡아함경(雜阿含經)》. 대정신수대장경. T2, No. 99, CBETA. |title=에 외부 링크가 있음 (도움말)
- (중국어) 세우 조, 현장 한역 (T.1542). 《아비달마품류족론(阿毘達磨品類足論)》. 대정신수대장경. T26, No. 1542, CBETA. |title=에 외부 링크가 있음 (도움말)
- (중국어) 星雲. 《佛光大辭典(불광대사전)》 3판. |title=에 외부 링크가 있음 (도움말)
- (중국어) 세친 조, 현장 한역 (T.1558). 《아비달마구사론(阿毘達磨俱舍論)》. 대정신수대장경. T29, No. 1558, CBETA. |title=에 외부 링크가 있음 (도움말)